# USS Ramage (DDG-61)

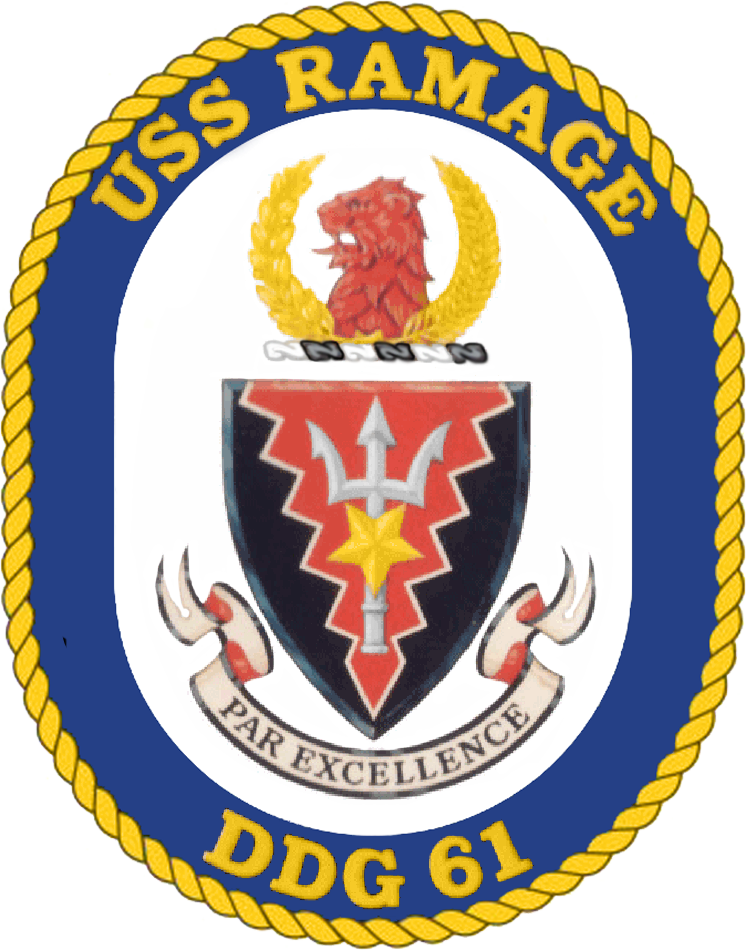
tarcza herbowa USS Ramage (DDG-61)

USS Ramage (DDG-61) – amerykański niszczyciel rakietowy typu Arleigh Burke. Okręt nazwano imieniem wiceadmirała Lawsona P. Ramage'a. Podczas budowy nosił oznaczenie DDG-61. Portem macierzystym okrętu jest Naval Station Norfolk w stanie Wirginia.
21 lipca 1997 niszczyciel eskortował USS „Constitution”, gdy ten płynął po zatoce Massachusetts.
28 października 2009, stojąc w gdyńskim porcie po zakończeniu udziału w ćwiczeniach Joint Warrior, podczas przeprowadzania rutynowej obsługi karabinu maszynowego M240 przypadkowo wystrzelił trzy pociski w stronę portu. Trafiony został magazyn, nie było rannych. Lokalna policja zezwoliła na planowe wyjście okrętu z portu po przesłuchaniu załogi.